# Fanjunkars
Fanjunkars är ett soldattorp, kulturhus och museum i Sjundeå i Finland. Finlands nationalförfattare Aleksis Kivi bodde på Fanjunkars hos Charlotta Lönnqvist under åren 1864-1871 och hans kändaste verken skrevs där, såsom Sju Bröder i tre olika repriser.

## Historia

### Det gamla Fanjunkars
Torpet Fanjunkars låg några kilometer från Sjundby vid korsningen av Stora Strandvägen och byvägen till Billskog i den nuvarande Sjundeå stationsområdet. Torpet fick sitt namn efter fanjunkare Jonas Lönnqvist, en veteran från finska kriget 1808, som innehade torpet till 1850. Därefter övertog hans dotter Charlotta Lönnqvist torpet.

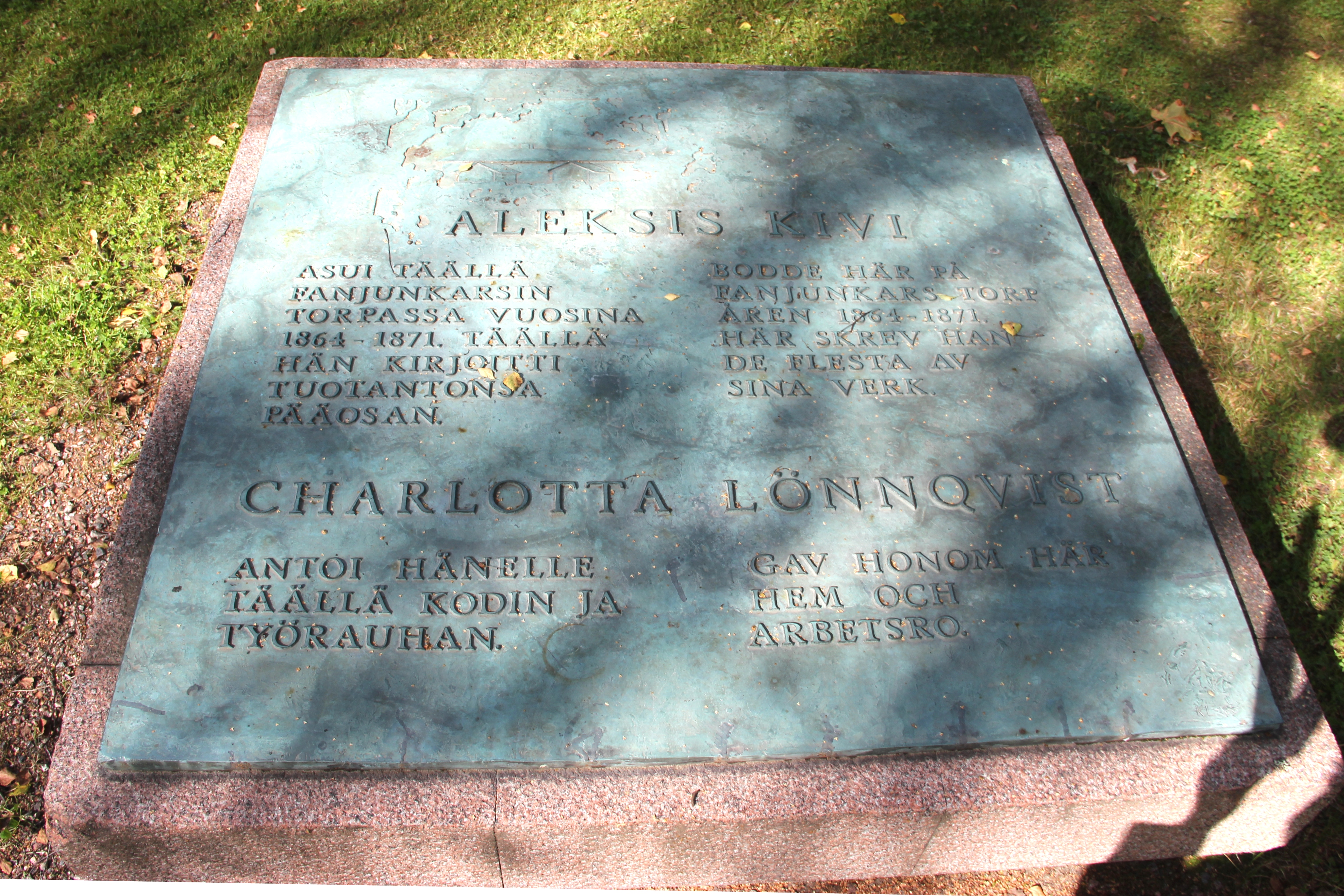
Minnesplatta över Aleksis Kivi och Charlotta Lönnqvist vid Fanjunkars torp.

Aleksis Kivi bodde på Fanjunkars från 1865 till 1871 och han skrev där sina viktigaste arbeten. Kivi bekantade sig med Sjundeå redan då han bodde hos sin bror i Purnus under åren 1857–1858. I jordeboken hette torpet Bruses. Byggnaden hade med årens lopp utvidgats så att där fanns en sal, två kamrar, kök och två farstur. Kivi bodde i kammaren på trädgårdssidan. Charlotta Lönnqvist hade en häst som hette Blesa, kor, kalvar, får och fjäderfä. Åkern gav säd, trädgården frukter.
Efter Charlotta Lönnqvists död 1891 förenades torpets jord med två andra torp. År 1900 inrättades en småskola på Fanjunkars och den första lärarinnan hette Sigrid Liljefors. Hon efterträddes 1904 av Anna Liljeström. Skolan verkade på Fanjunkars till 1930, då den flyttade till Henriksberget.

### Porkalaparentesen och det nya Fanjunkars
Fanjunkars torp blev på insidan av Porkalaområdet som utarrenderades till Sovjetunionen efter andra världskriget. Innan ryssarnas ankomst lade fröken Maria Le Bell från Myrans gård i slutet av september 1944 en vädjan på ryska på torpets dörr, där man konstaterade att författaren Aleksis Kivi bott i torpet och man önskade att byggnaden skulle behandlas väl. Antingen på grund av detta eller trots detta rev ryssarna ner torpet ända till grunden. För stiftelsens Aleksis Kiven Seura representanter sade ryssarna att orsaken till rivningen var att torpet var ett sikthinder på gränszonen. Otaliga Sjundeås stockhus revs också ner för att få torr brännved till ryssarnas kaserner. På Fanjunkars torps ställe finns Charlotta Lönnqvists och Aleksis Kivis minnesplatta.
Vid Fanjunkars-projektet under år 2003-2006 återuppbyggdes Fanjunkars torp i det skick som torpet hade under 1800-talet, då Aleksis Kivi bodde där. Sjundeå kommun, Sjundeå församlingar, Sparbanksstiftelsen i Sjundeå och Hembygdens Vänner i Sjundeå grundade stiftelsen Pro Fanjunkars att ta hand om den nya Fanjunkars. Statsministern Matti Vanhanen invigde den nya Fanjunkars i bruk på Aleksis Kivi -dagen den 10 oktober 2006. Torpet har ett museirum med föremål från det gamla Fanjunkars och Kivis egna ägodelar. Återuppbyggnaden stöddes av Europeiska unionen genom Leader-programmet. 
De största finansiärerna för projektet på ca 230 000 € var Sparbanksstiftelsen i Sjundeå, AN-centralen (Europeiska Unionens Leader+ projekt via Pomoväst), Finska kulturfonden, Svenska kulturfonden och Sjundeå kommun. Donationer på över 1 000 € erhölls av 12 andra donatorer. Också tiotals sjundeåbor deltog i projektet med donationer och genom att delta i åtskilliga talkon.

## Fanjunkars park
Omkring Fanjunkars finns ett parkområde. Sjundeå kommun började utveckla parken i 2024 genom Maria Ilvonens diplomarbete för magisterprogrammet i landskapsarkitektur vid Aalto-universitetet. Ilvonens diplomarbete innehåller utvecklings- och skötselplanen för Fanjunkars gårdsområde.
I parken kommer också att finnas en skulptur av Charlotta Lönnqvist. I maj 2025 berättades att konstnären Iida Numminen har vunnit tävlingen om Charlotta Lönnqvists minnesmärke i Sjundeå. Tävlingen, som ordnades av Sjundby traditionsförening, hade ett förstapris på 2 000 euro. Numminens bidrag, Gynnarinnan, är en realistisk bronsstaty i naturlig storlek föreställande Charlotta Lönnqvist sittande med en gås vid sin sida. Statyns fundament av granit är utformat som ett bord. Enligt planerna ska minnesmärket avtäckas den 12 maj 2027 vid Fanjunkars.

## Bilder

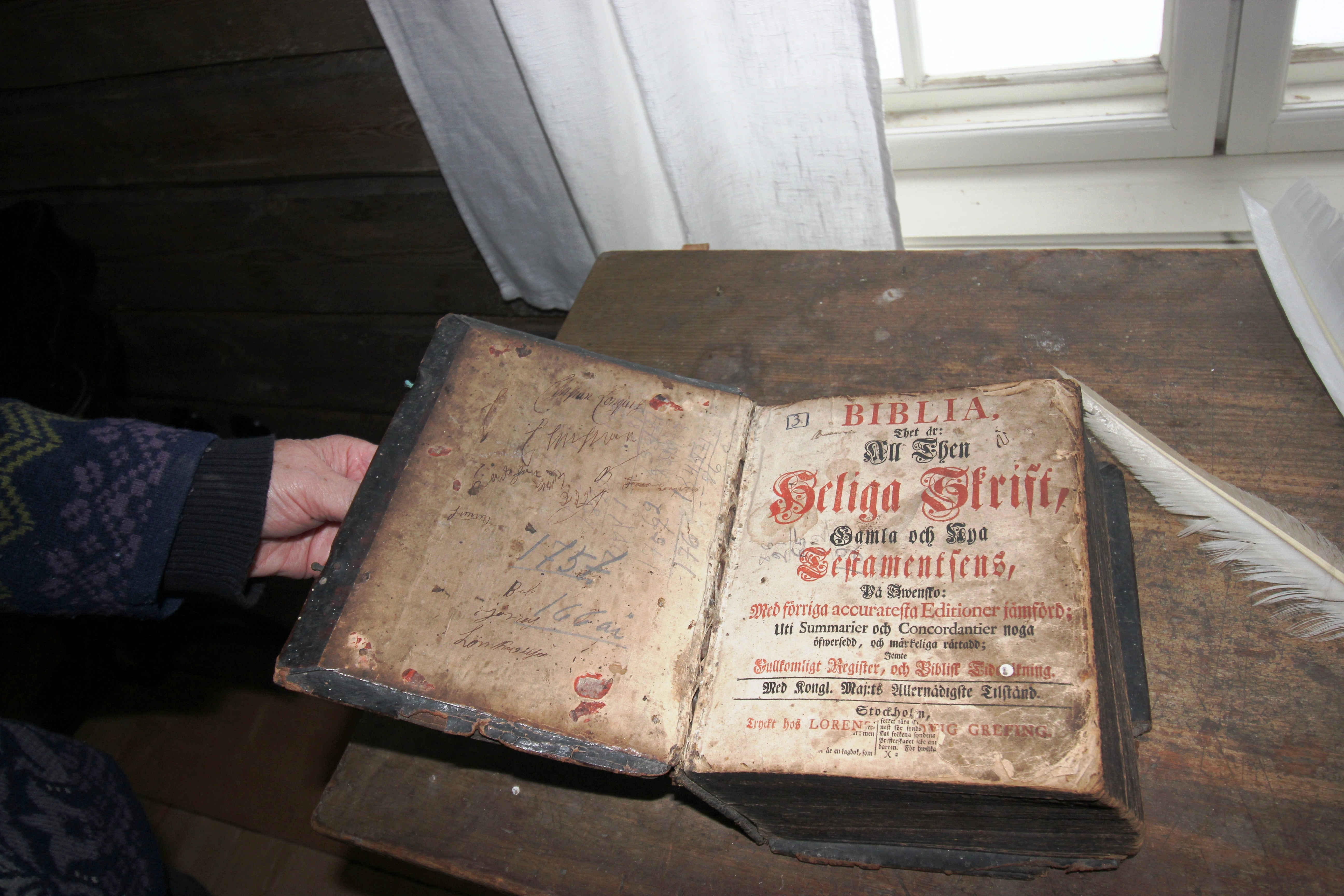
Bibeln som Kivi använde på Fanjunkars. Ursprungligen tillhörde Bibeln åt Johan Lönnqvist.
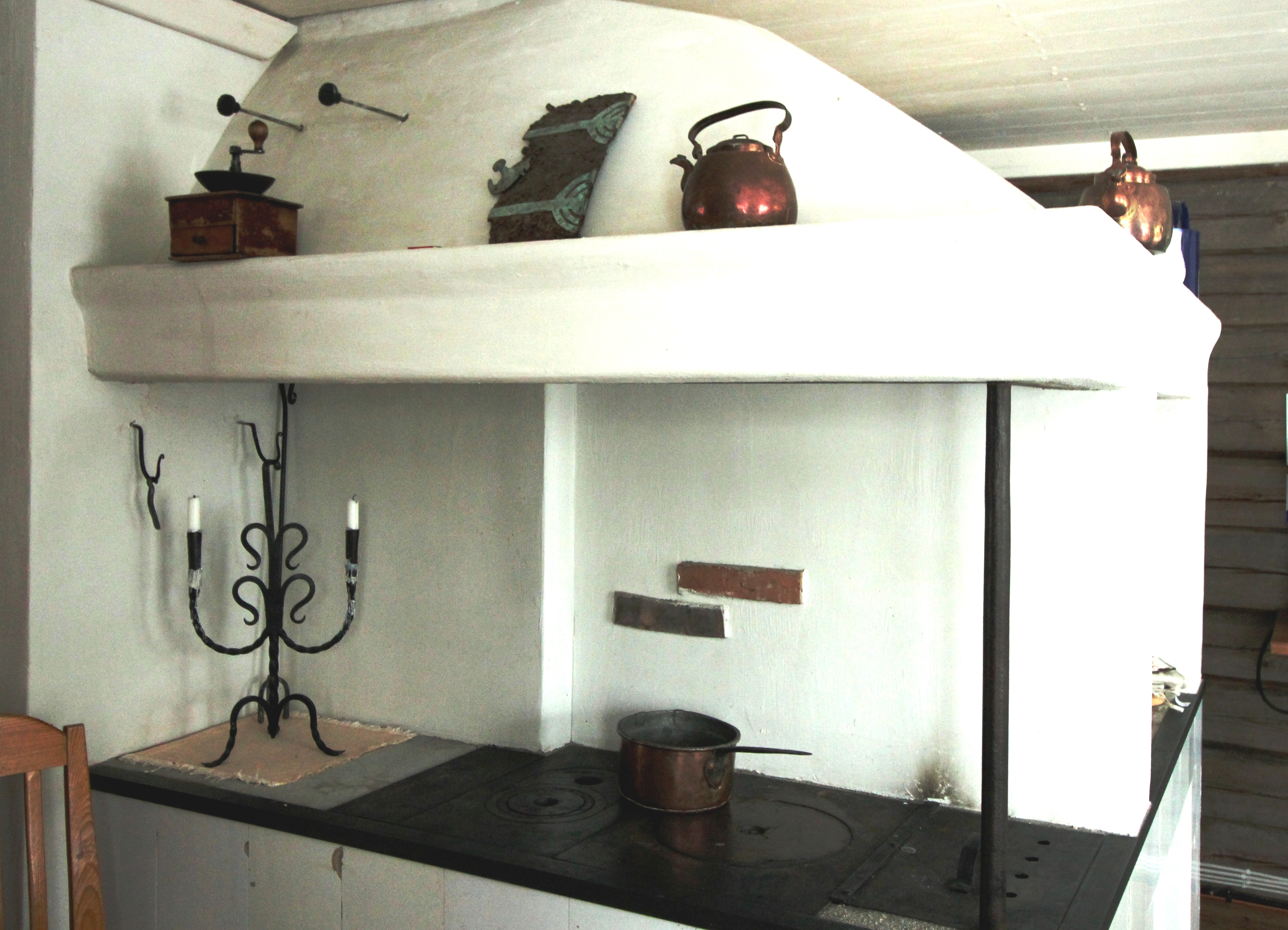
Köket i torpet är en replika av det gamla köket.
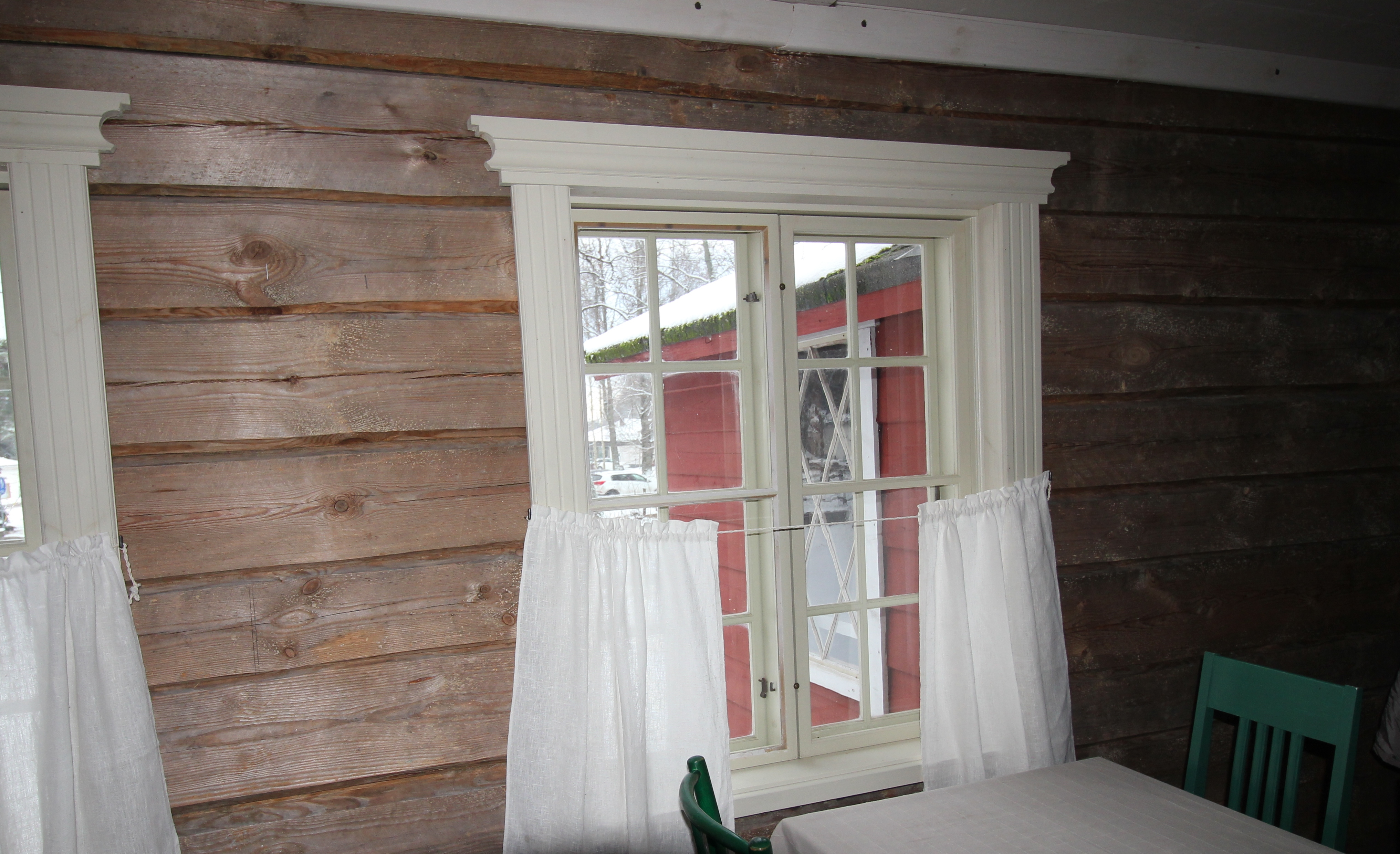
Fönster på Fanjunkars.